# Carl Friedrich Ferdinand Buckow

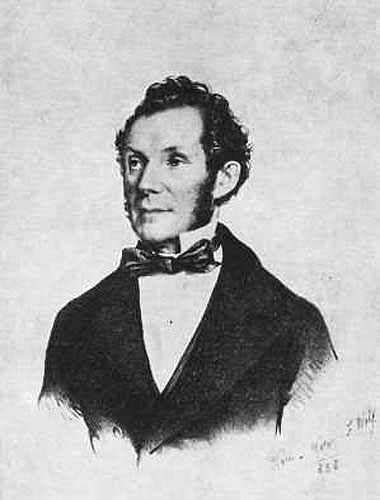
Carl Friedrich Ferdinand Buckow, Radierung von Franz Wolf (1858)

Carl Friedrich Ferdinand Buckow (* 1801 in Danzig, Königreich Preußen; † 16. Mai 1864 in Komorn, Königreich Ungarn) war ein deutscher Orgelbauer in Hirschberg in Niederschlesien.

## Leben
Der Sohn des Gastwirts Martin Buckow und seiner Frau Katharina lernte ab 1816 bei dem Orgel- und Klavierbauerbauer Heinrich Wegner in seiner Heimatstadt Danzig.
1822 ging er auf Wanderschaft.
1824 arbeitete er als Geselle für August Wilhelm Grüneberg an der Orgel der Nikolaikirche in Pasewalk.
Danach war er in Berlin bei dem Klavierbauer Johann Christian Andrée und lernte in dieser Zeit auch Orgeln (und die Werkstatt?) des bedeutenden Orgelbauers August Buchholz kennen.
Carl Buckow reiste auch durch Sachsen, wo er unter anderem Orgeln von Gottfried Silbermann und Zacharias Hildebrandt studierte.
Ab etwa 1828 arbeitete er für den Orgelbauer Johann Joseph Schinke († 31. Oktober 1828) an der berühmten Sonnenorgel in der Kirche St. Peter und Paul in Görlitz. Danach übernahm er mit dessen Sohn Adolph Schinke die Werkstatt in Hirschberg in Niederschlesien.
Seit dem 29. November 1829 führte Carl Buckow ein eigenes Orgelbauunternehmen in dieser Stadt. 1838 hatte er dort 12 bis 14 Mitarbeiter, darunter Julius Strobel.
Auch die Gebrüder Walter waren seine Schüler.
Carl Buckow wurde später zum königlich-preußischen und österreichischen k.u.k. Hoforgelbauer ernannt. 1839 lehnte er die Übernahme der Werkstatt von Johann Gottlieb Benjamin Engler in Breslau ab. Auch eine angebotene Repräsentanz für den Pianisten Johann Bernhard Logier in Berlin nahm er nicht an.
1864 starb er im oberungarischen Komorn (Komárno) während des Aufbaus einer Orgel. Er wurde dort in einem anonymen Grab bestattet.
Sein Mitarbeiter Johann Rumpel beendete dieses Werk.

## Werk

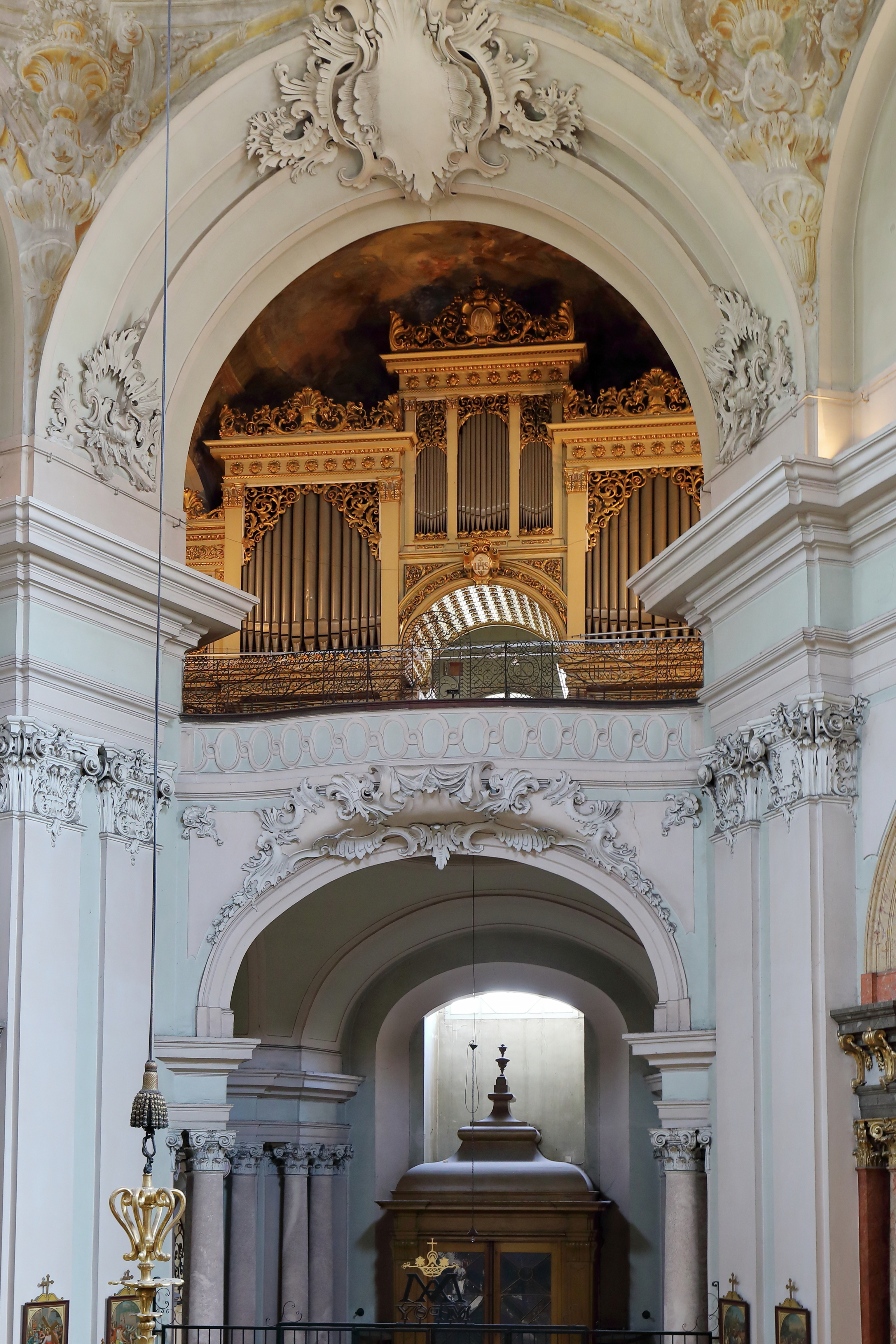
Orgel in der Piaristenkirche Maria Treu (1858)

Seine erste Orgel mit 16-Fuß-Prinzipalchor entstand 1830 in der Stadtkirche von Triebel in der Niederlausitz.

Sein Opus 50 in der Wiener Piaristenkirche Maria Treu von 1856/58 wurde von Anton Bruckner, Franz Liszt, Ignaz Aßmayer und Simon Sechter hochgeschätzt, er selbst betrachtete sie als den Höhepunkt seines Schaffens.
Die Orgel für die kaiserliche Hofburgkapelle in Wien wurde von Anton Bruckner von 1869 bis 1892 als k. u. k. Hoforganist gespielt.
Buckow war ein typischer Vertreter des Baus romantischer Orgeln. Seine Instrumente waren im Stande, mehrere Stimmen in hohem Maß zu vermischen, um so ein Orchester zu imitieren. Das spiegelt sich auch in den Dispositionen vieler Buckow-Orgeln mit zahlreichen nach Saiten- oder anderen Orchesterinstrumenten bezeichneten Registern wider.

## Orgeln
Carl Buckow baute Orgeln vor allem in Niederschlesien, besonders in der Umgebung von Görlitz, sowie einige in der Niederlausitz und in der Provinz Posen, die damals alle zum Königreich Preußen gehörten.
Außerdem zwei in Wien, je eine in Prag und in Oberungarn (Slowakei) in der österreichischen Habsburgermonarchie, sowie eine im Russischen Reich. Die größten Werke mit drei Manualen entstanden in Komárno, Wien, Schwerin an der Warthe und Posen.
Erhalten sind die Orgeln in der Piaristenkirche in Wien, in Nieder Seifersdorf, Sohland am Rotstein und Mysłakowice in weiten Teilen, außerdem in Pławna Dolna, Przytok, Jędrzychowice, im Technischen Museum Wien und in Komárno in kleineren Teilen, sowie Prospekte in Lubomierz (4), Męcinka (19), Oleszna (20), Miłków (29), und Prag (43).
Die Opus-Liste umfasst Neubauten sowie Umbauten und Reparaturen. Bei vielen Instrumenten ist nicht mehr feststellbar, um welche Art von Arbeiten es sich handelte. Erhaltene Orgeln oder Teile von ihnen sind fettgedruckt.
| Jahr | Ort                                                               | Gebäude                                    | Bild | Manuale            | Register | Opus | Bemerkungen |
| ---- | ----------------------------------------------------------------- | ------------------------------------------ | ---- | ------------------ | -------- | ---- | --- |
| 1828 | Görlitz                                                           | St. Peter und Paul                         |      |                    |          | 1    | Reparaturen an der Sonnenorgel mit Schinke |
| 1829 | Hirschberg (Jelenia Góra)                                         | Gnadenkirche (jetzt Kreuzerhöhungskirche)  |      |                    |          | 2    | Erweiterung von 62 auf 66 Register, unter anderem mit Echowerk, Erweiterung der Klaviatur; 1905 umfassender Umbau, dabei blieben einige Buckow-Pfeifen möglicherweise erhalten                                                                                             |
| 1829 | Schmottseiffen (Pławna Dolna)                                     | Dorfkirche                                 |      |                    |          | 3    | erster eigener Neubau, wahrscheinlich später Umbauten durch Max Eichler aus Görlitz, erhalten, restaurierungsbedürftig |
| 1830 | Liebenthal (Lubomierz), Niederschlesien                           | Klosterkirche                              |      |                    |          | 4    | Prospekt erhalten |
| 1830 | Triebel (Trzebiel), Niederlausitz                                 | Stadtkirche                                |      |                    | 25       | 5    | Neubau, unter anderem mit neuartigem 16'-Register und einer Windlade für zwei Manuale, mit der Kirche zerstört |
| 1831 | Liebenthal                                                        | Annakirche                                 |      |                    |          | 6    | |
| 1831 | Krumöls (Oleszna)                                                 | Kirche                                     |      |                    |          | 7    | |
| 1832 | Lauterbach                                                        | Kirche                                     |      |                    |          | 8    | |
| 1832 | Sorau                                                             | Kirche                                     |      |                    |          | 9    | |
| 1833 | Forst                                                             | Kirche                                     |      |                    |          | 10   | |
| 1833 | Droskau                                                           | Kirche                                     |      |                    |          | 11   | |
| 1833 | Kohlo                                                             | Kirche                                     |      |                    |          | 12   | |
| 1834 | Pitschkau                                                         | Kirche                                     |      |                    |          | 13   | |
| 1834 | Logau                                                             | Kirche                                     |      |                    |          | 14   | |
| 1834 | Rampitz                                                           | Kirche                                     |      |                    |          | 15   | |
| 1835 | Lauban (Lubań)                                                    | Waisenhaus                                 |      |                    |          | 16   | |
| 1835 | Finsterwalde, Niederlausitz                                       | Trinitatiskirche                           |      |                    |          | 17   | nicht erhalten, seit 1908 Orgel von Wilhelm Sauer |
| 1835 | Prittag (Przytok), Niederschlesien                                | Dorfkirche                                 |      | II/P               | 12       | 18   | Neubau, erhalten |
| 1836 | Herrmansdorf (Męcinka)                                            | Dorfkirche                                 |      |                    |          | 19   | Neubau, 1932 umfangreiche Umbauten durch Paul Berschdorf mit neuem Prospekt; Teile des Gehäuses und der Pfeifen von Buckow erhalten |
| 1836 | Krumöls (Oleszna)                                                 | Kirche                                     |      | II/P               |          | 20   | Hauptorgel, fast leeres Gehäuse erhalten |
| 1837 | Görlitz                                                           | Frauenkirche                               |      |                    |          | 21   | Umbauten oder Reparaturen ? |
| 1837 | Liegnitz (Legnica), Niederschlesien                               | St. Peter und Paul                         |      |                    |          | 22   | Neubau, nicht erhalten |
| 1838 | Zillerthal-Erdmannsdorf (Mysłakowice)                             | Peterskirche                               |      |                    |          | 23   | |
| 1838 | Sohra                                                             | Kirche                                     |      |                    |          | 24   | |
| 1838 | Kunnerwitz                                                        | Kirche                                     |      |                    |          | 25   | |
| 1840 | Zillerthal-Erdmannsdorf (Mysłakowice)                             | Kirche der preußischen Könige              |      | II/P               | 19       | 26   | Neubau, erhalten, in gutem Zustand, jetzt II/P, 21 |
| 1841 | Hennersdorf (Jędrzychowice)                                       | Dorfkirche                                 |      |                    |          | 27   | Neubau, in unspielbarem Zustand erhalten |
| 1841 | Nieder Seifersdorf                                                | St. Gallus und St. Ursula                  |      | II/P II/P          | 15       | 28   | Neubau, Urheberschaft durch Vergleich mit Orgel in Sohland erst erschlossen, 2018 Restaurierung durch Ekkehard Groß, weitgehend erhalten |
| 1841 | Arnsdorf (Miłków), Niederschlesien                                | Dorfkirche, jetzt St. Hedwig (św. Jadwiga) |      | II/P               | 11       | 29   | Neubau, nach 1862 Umbauten wahrscheinlich durch Schlag; jetzt nur noch leeres Gehäuse mit neuer elektronischer Orgel darin erhalten |
| 1842 | Alt-Kemnitz                                                       | Kirche                                     |      |                    |          | 30   | |
| 1844 | Glogau (Głogów)                                                   | Domkirche                                  |      |                    |          | 31   | Neubau, nicht erhalten |
| 1844 | Glogau (Głogów)                                                   | Bethaus                                    |      |                    |          | 32   | |
| 1845 | Sohland am Rotstein                                               | Dorfkirche                                 |      | II/P               | 21       | 33   | Neubau, einige Verluste und Beschädigungen, 2015 Restaurierung durch Ekkehard Groß |
| 1845 | Hainau (Haynau)                                                   | Evangelische Kirche                        |      |                    |          | 34   | |
| 1846 | Löwenberg                                                         | Kirche                                     |      |                    |          | 35   | |
| 1846 | Posen (Poznań)                                                    | Franziskanerkirche                         |      | III/P              | 30       | 36   | Neubau II/P, 25, 1855 Erweiterung auf III/P, 30, 1945 zerstört |
| 1847 | Seebnitz                                                          | Kirche                                     |      |                    |          | 37   | |
| 1848 | Liegnitz (Legnica)                                                | Liebfrauenkirche                           |      |                    |          | 38   | |
| 1850 | Parchwitz                                                         | Kirche                                     |      |                    |          | 39   | |
| 1851 | Falkenheim                                                        | Kirche                                     |      |                    |          | 40   | |
| 1851 | Kotzenau                                                          | Kirche                                     |      |                    |          | 41   | |
| 1851 | Kunnersdorf                                                       | Kirche                                     |      |                    |          | 42   | |
| 1852 | Prag                                                              | Kirche St. Michael, deutsch evangelisch    |      | II/P (oder III/P?) |          | 43   | Neubau, um 1900 umfassender Umbau oder Neubau durch Heinrich Schiffner auf II/P, 26, Buckow-Prospekt erhalten |
| 1853 | Schwerin a. d. Warthe (Skwierzyna)                                | Erlöserkirche, evangelisch                 |      | III/P              | 29       | 44   | Neubau für neue Kirche, 1945 zerstört |
| 1854 | Naumburg                                                          | Kirche                                     |      |                    |          | 45   | |
| 1855 | Lübben, Niederlausitz                                             | Kirche                                     |      |                    |          | 46   | |
| 1855 | Pombsen                                                           | Kirche                                     |      |                    |          | 47   | |
| 1856 | Haselbach                                                         | Kirche                                     |      |                    |          | 48   | |
| 1856 | Rothbrünnig                                                       | Kirche                                     |      |                    |          | 49   | |
| 1858 | Wien                                                              | Piaristenkirche                            |      | III/P              | 34       | 50   | Neubau, sein wichtigstes Werk, später erweitert auf III/P, 36, erhalten – Orgel |
| 1861 | Bialynitsche (Bjalynitschy), Russisches Reich, jetzt Weißrussland | katholische Pfarrkirche St. Marien         |      |                    |          | 51   | Neubau für wiederaufgebaute Wallfahrtskirche, danach dort auch Organistenausbildung, 1876 Umwandlung in orthodoxe Klosterkirche, Verbleib der Orgel unbekannt |
| 1861 | Hoyerswerda                                                       | Stadtkirche                                |      |                    | 16?      | 52   | Neubau, spätestens 1945 vollständig zerstört |
| 1862 | Wien                                                              | Hofburgkapelle                             |      |                    |          | 53   | Neubau, teilweise erhalten, mit rekonstruierten Prospektpfeifen und Brustwerk nach einem historischen Foto und einer Originalzeichnung Buckows, jetzt im Technischen Museum Wien.                                                                                          |
| 1865 | Komorn (Komárno)                                                  | Andreaskirche                              |      | III/P              | 41       | 54   | sein letzter Neubau, mit 54 vorgesehenen Registern, er starb bei den Arbeiten, fertiggestellt von seinem Mitarbeiter Johann Rumpel, erste dreimanualige Orgel in der Slowakei (Oberungarn), 1898 Umbauten von Schlag & Söhne, erhalten das Gehäuse und die meisten Pfeifen |